# Hochzeits-Präludium
Hochzeits-Präludium ist eine Komposition von Johann Strauss Sohn (op. 469). Sie wurde am 27. Februar 1896 in der Kirche des deutschen Ritterordens in Wien unter der Leitung von Eduard Strauß erstmals aufgeführt. 

## Einzelnachweis
1. ↑  Quelle: Englische Version des Booklets (Seite 105) in der 52 CDs umfassenden Gesamtausgabe der Orchesterwerke von Johann Strauß (Sohn), Hrsg. Naxos (Label). Das Werk ist als zweiter Titel auf der 40. CD zu hören.